# Carl Jörns

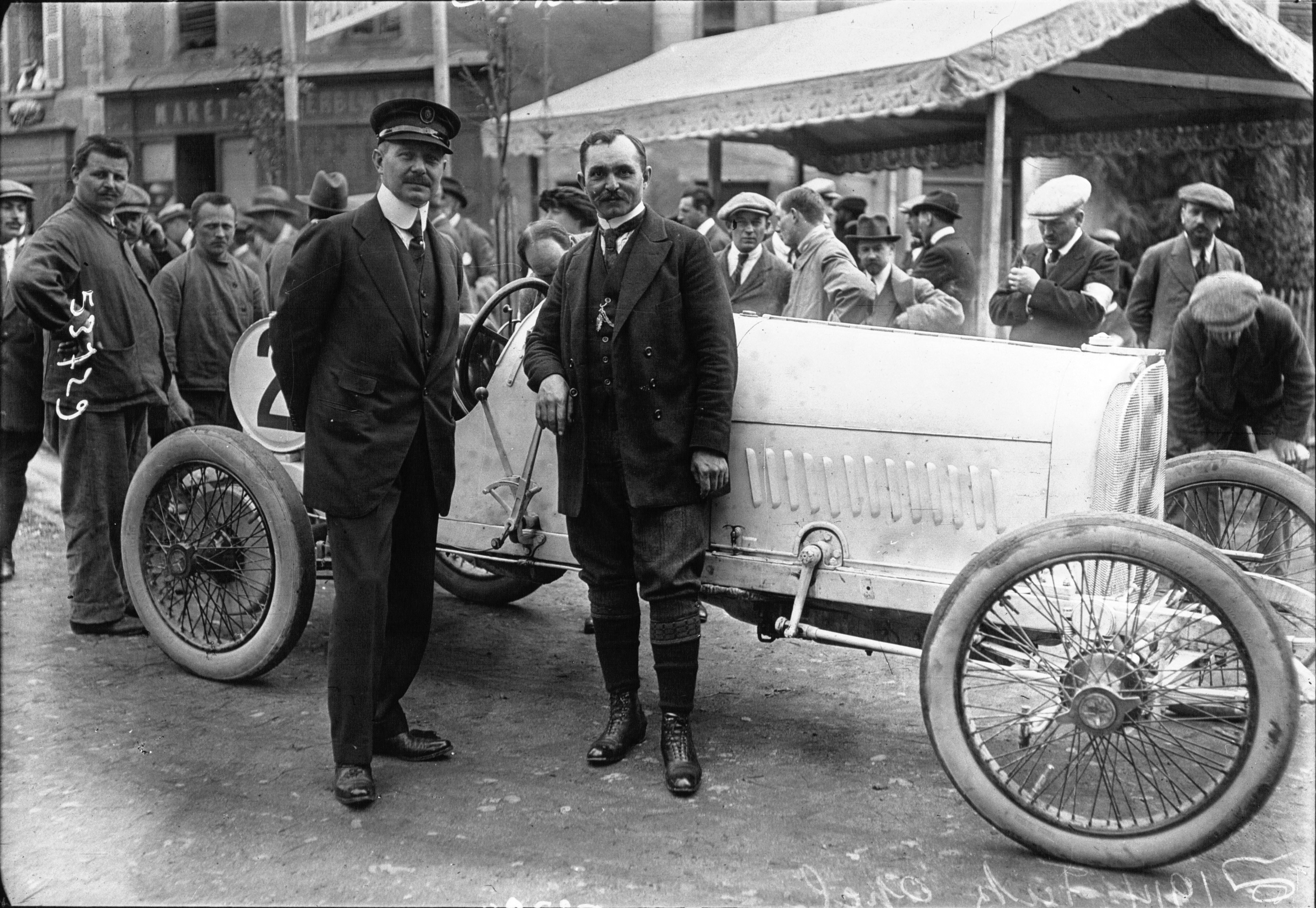
Carl Jöns et Fritz Opel, au GP de France en 1914.

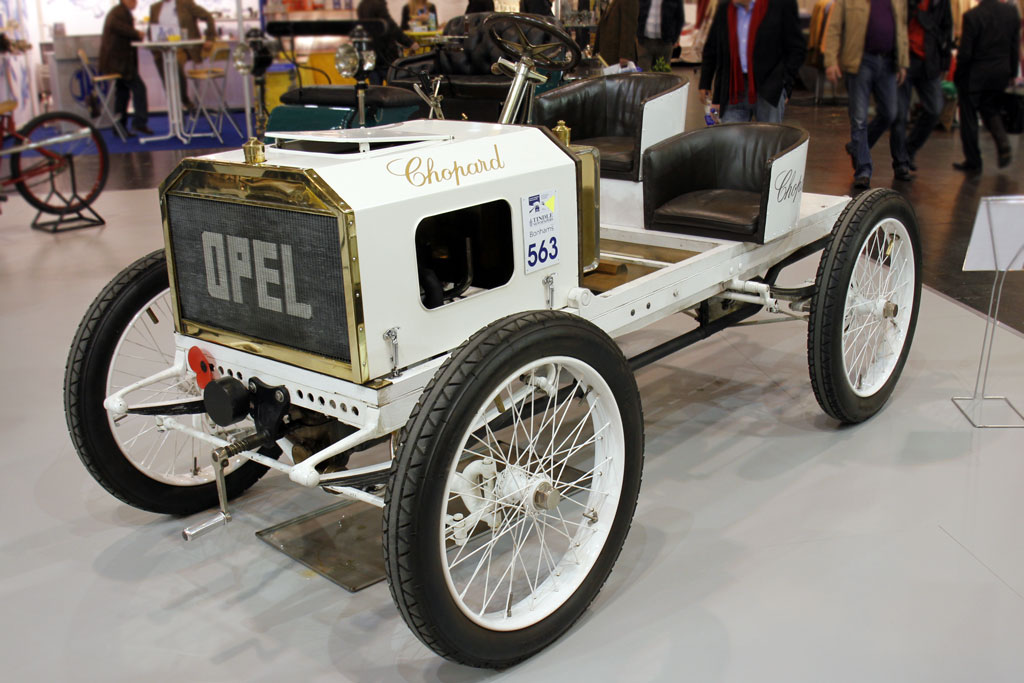
Une Opel 10/12HP, utilisée à l'Oberforsthaus de Frankfort en 1903 par Jörns et F. Opel.

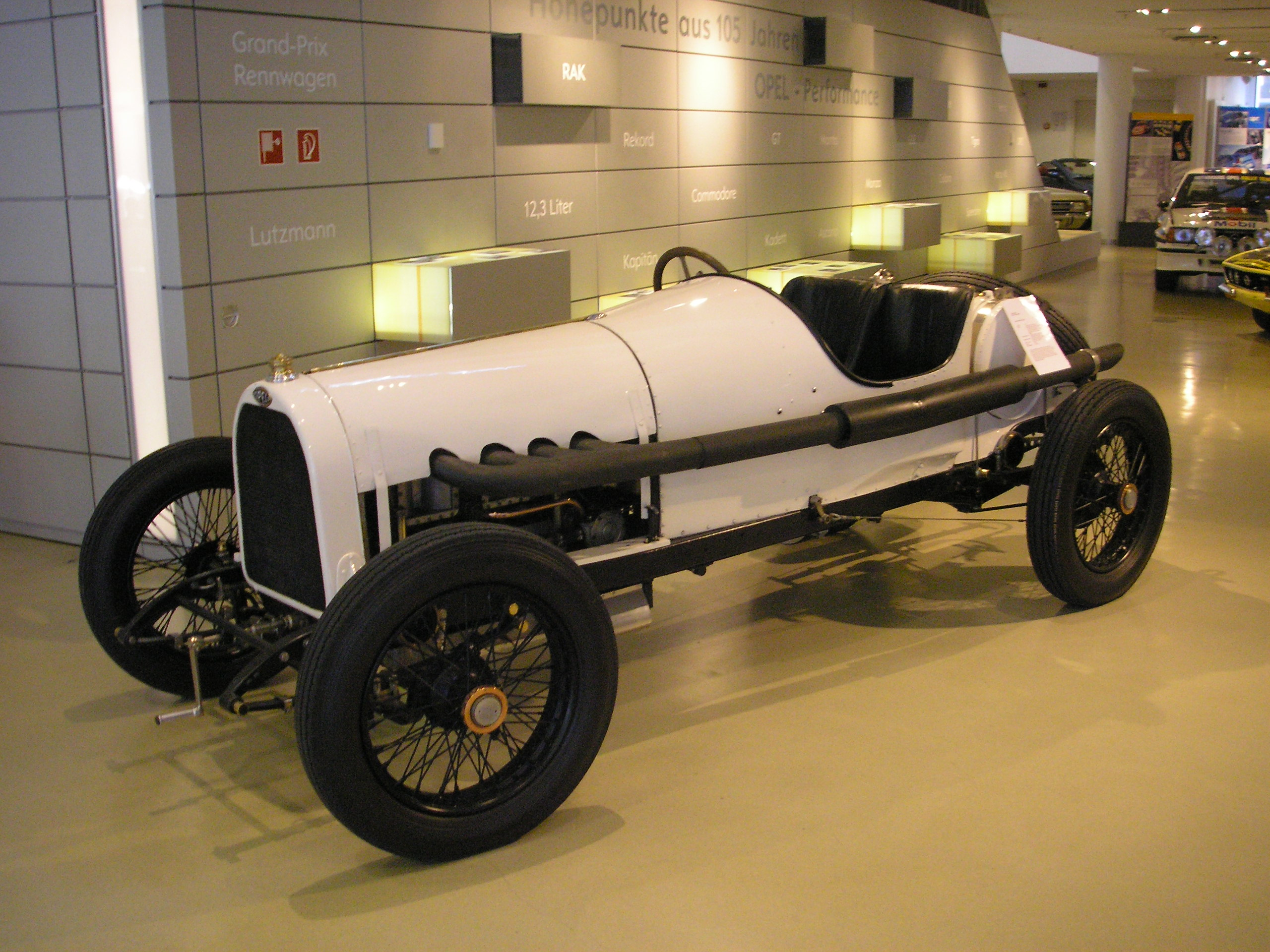
L'Opel GP 4L. 110HP de 1913.

Carl Jörns, dit Carlo, né le 11 décembre 1875 à Ludwigshafen et mort le 19 juillet 1969 à Rüsselsheim (alors âgé de 94 ans), était un coureur cycliste et pilote automobile allemand.

## Biographie
Il obtient près de 300 Prix en cyclisme jusqu'en 1900, année où il arrête les compétitions sur deux roues. 
Alors pilote automobile en devenir depuis la saison précédente et employé par Opel AG. à l'usine de Rüsselsheim, il participe à la Coupe Gordon Bennett en 1904 comme mécanicien embarqué de son patron Fritz Opel, à bord d'une Opel 4 cylindres 100HP. Il sera le principal chauffeur d'Opel en Grand Prix avant le premier conflit mondial. Ses résultats les plus remarquables sur quatre roues sont obtenus notamment avec une victoire de classe à la troisième course internationale d'Oberforsthaus près de Francfort en 1903 (sur hippodrome, avec 12HP Darracq), une victoire à la course des Hercules en 1923 en montagne, et une troisième place au Kaiserpreis de 1907 (en présence de l'empereur, meilleur Allemand de la course). Il cesse définitivement de courir en 1926, après avoir obtenu 288 victoires étalées sur 24 années, essentiellement de classe et en côte, et un dernier podium en 1925 sur le circuit de Solitude (deuxième, avec une 4/14).
Il participe au Grand Prix de France en 1908 (6e, sur une 12L.), 1913, et 1914 (pole position, et 10e), toujours pour Opel. 
Spécialiste de courses de côte, il obtient une quinzaine de succès dans cette discipline.
(Nota Bene: durant l'année 1905, la firme Opel obtient plus d'une centaine de victoires, réparties entre Fritz Opel, "Carlo" Jörns, et Christian Michel.)

## Titre en cyclisme
- Champion d'Europe en 1896, départ lancé;

## Victoires automobiles
Montagne (courses toutes disputées avec Opel) :
- Wartberg (près d'Heilbronn): 1907;
- Côte de Zbraslav-Jíloviště (Prague): 1908 (sur 47/100HP) et 1913;
- Côte de Château-Thierry (près de Reims): 1908 (sur 35/65HP);
- Pont de Bainethun (près de Boulogne-sur-Mer): 1909 (sur 35/80HP) et 1911;
- Gilly-Burtigny (près de Genève): 1910;
- Mont Lombert (près de Boulogne-sur-Mer): 1911 (un sprint, le même jour que supra);
- Rhön (lors de la course de Bad Kissingen): 1922 (sur 37/200HP)[4];
- Feldberg (Taunus: 1922  (sur 40/100HP);
- Hercules (Kassel): 1923 (sur 13.12 tax HP);
- Hohe Wurzel (lors de la course de Wiesbaden): 1924 (sur 14HP);
- Krähberg (près de Hetzbach, Odenwald): 1924.